# 艾亞爾
艾亞爾（阿拉伯语：‎，羅馬化：ʿayyār），泛指9至12世紀間，活躍於伊朗及伊拉克一帶的的平民武裝團體或個人。艾亞爾（‎，复数形式ʿayyārūn）於阿拉伯文當中，本為「歹徒」之意，因此也說明該團體的本質。以非法行為為主軸的該團體，雖出自平民，且通常與巴格達政府、富人、警察對抗，不過正因為手段不合法，其社會觀感多為負評。